# سلافكو سفينياريفتش
سلافكو سفينياريفتش (مواليد 6 أبريل 1935) هو لاعب كرة قدم. يلعب مع منتخب يوغوسلافيا لكرة القدم. سبق له أن لعب في كأس العالم لكرة القدم مع منتخب بلاده.

## مسيرته الكروية
لعب سلافكو سفينياريفتش خلال مسيرته الاحترافية مع ناديين في أربعة عشر موسمًا وسجل خلالها هدفًا واحدًا ضمن 274 مباراة. ولم يفز بأي موسم بالكأس أو بالدوري.
خاض سلافكو سفينياريفتش مسيرته مع نادي فويفودينا في موسم 1955–56 ليلعب معه عشرة مواسم، مشاركًا في 165 مباراة ولم يسجل أي هدف. ثم انتقل إلى فورماتيا فورمز ‏ في موسم 1965–66 ليلعب معه أربعة مواسم، حيث شارك في 109 مباراة سجل خلالها هدفًا واحدًا.

## روابط خارجية
- سلافكو سفينياريفتش على موقع الاتحاد الدولي (مؤرشف)  (الإنجليزية)
- سلافكو سفينياريفتش على موقع قاعدة بيانات كرة القدم.إي يو (الإنجليزية)
- سلافكو سفينياريفتش على موقع بيانات كرة القدم. دي إي (الألمانية)
- سلافكو سفينياريفتش على موقع ناشيونال فوتبول تيمز (الإنجليزية)
- سلافكو سفينياريفتش على موقع Soccerway.com (الإنجليزية)
- سلافكو سفينياريفتش على موقع عالم كرة القدم.نت (الإنجليزية)